# Marcel·lí Jubany Alsina
Marcel·lí Jubany i Alsina va ser un dels personatges més destacats del republicanisme del segle XIX al Vallès Oriental.
Era propietari de la Fonda del Vallès (actual Fonda Europa) de Granollers. Els seus convenciments polítics els van portar a col·laborar de molt a prop amb el General Prim i a liderar una revolta a Granollers, segurament en el context de l'alçament que s'esperava que Prim encapçalés l'agost de 1867.
El fracàs d'aquella revolta va portar Jubany a la presó fins que amb la revolució de setembre de 1868 li arribaria l'indult. El 20 d'octubre d'aquell mateix any fou elegit alcalde de Granollers per la Junta Revolucionària. Un any més tard deixaria el càrrec per centrar-se en activitat de caràcter més militar. Entre setembre i octubre de 1869 va participar en accions armades de signe republicà en alguns alçaments a la comarca. Posteriorment fou comandat d'un batalló de la Diputació de Barcelona, amb el qual defensaria el municipi de Caldes de Montbui de l'atac d'una partida carlina el 1873.
Després del cop del general Pavia, va retirar-se de l'activitat pública però va seguir militant al Partit Republicà Federal. El 1887 Jubany consta com un dels impulsors de la fundació de la societat cultural i recreativa Unió Liberal de Granollers que aglutinava els diversos sectors del liberalisme i republicanisme a la ciutat.